# The Black Parade: the B-sides
The Black Parade: the B-sides es un EP del grupo estadounidense de rock My Chemical Romance, publicado el 3 de febrero de 2009 por Reprise Records. El EP incluye cinco lados B, los cuales aparecieron en sencillos del tercer álbum de estudio de la banda, The Black Parade; las pistas 2 y 4 son canciones en vivo, grabadas el 14 de octubre de 2006 en Berlín, Alemania. Está disponible para descarga en formato mp3.

## Listado de canciones
| N.º   | Título                                  | Duración |  |
| 1.    | «My way home is through you»            | 2:58     |  |
| 2.    | «Famous last words (en vivo)»           | 4:53     |  |
| 3.    | «Kill all your friends»                 | 4:28     |  |
| 4.    | «Welcome to the Black Parade (en vivo)» | 5:29     |  |
| 5.    | «Heaven help us»                        | 2:55     |  |
| 20:43 |                                         |          |  |